# Samsung SGR-A1
Le Samsung SGR-A1 est un robot militaire sentinelle sud-coréen conçu pour remplacer les soldats humains de l'armée de la Corée du Sud dans la zone coréenne démilitarisée à la frontière avec la Corée du Nord,. C’est un système d'armes létales autonome fixe, fabriqué par Samsung Techwin (en) (devenu Hanwha Techwin en 2016, puis Hanwha Aerospace en 2018), filiale du groupe Samsung.

## Historique et description
En 2006, Samsung Techwin (en) annonce la création d'un robot coûtant 200 000 $, équipé d'une mitrailleuse de type Daewoo K3 de calibre 5,56 mm et d’un lance-grenades (optionnel) pour garder la zone coréenne démilitarisée à la frontière avec la Corée du Nord.
Développé par une université sud-coréenne, le robot est capable de suivre plusieurs cibles simultanément grâce à l’infrarouge et à des caméras filmant dans le spectre visible. Il utilise « deux capteurs optiques et infrarouges pour identifier des cibles jusqu’à quatre kilomètres en journée et moitié moins la nuit » et peut « identifier et éliminer une cible automatiquement au-delà de 3,2 km ».
Le robot est également équipé d'un système de communication (microphone et haut-parleurs), de façon que les « mots de passe soient échangés avec les soldats humains ». Si une personne donne le mauvais mot de passe, le robot peut « déclencher une alarme sonore ou faire feu sur la cible avec des balles en caoutchouc ou encore tirer avec une mitrailleuse Daewoo K3 ».
En 2006, des bases sud-coréennes en Irak étaient gardées par des robots sentinelles.
En 2013, il commence à être déployé à la frontière intercoréenne.